# 2,2-Diethyl-1,3-propandiol
2,2-Diethyl-1,3-propandiol ist eine chemische Verbindung aus der Gruppe der Alkandiole.

## Eigenschaften
2,2-Diethyl-1,3-propandiol ist ein gelblicher Feststoff, der sehr gut löslich in Wasser, Diethylether und Ethanol ist. Die Verbindung besitzt eine monokline Kristallstruktur mit der Raumgruppe P21/c (Raumgruppen-Nr. 14).

## Verwendung
2,2-Diethyl-1,3-propandiol wurde früher unter dem Namen Prenderol als Muskelrelaxant verwendet. Später wurden Ester der Verbindung mit einer längeren Wirkungsdauer entwickelt.